# Ae Bonny Romance
«Ae Bonny Romance» (с англ. — «Один красивый роман») — восьмая серия тридцать пятого сезона мультсериала «Симпсоны». Впервые вышла 3 декабря 2023 года в США на телеканале «Fox».

## Сюжет
В Спрингфилдской начальной школе учащимся четвёртого класса на уроке физкультуры сказали, что они должны танцевать с девочками. Мальчиков это ужасает, и потому Барт бежит в медпункт, где находит пластыри. Он раздаёт их мальчикам, чтобы избежать контакта с девочками. Однако ребята начинают себя странно чувствовать. Тогда Барт понимает, что раздавал всем никотиновые пластыри, сводящие детей с ума. После безумия Барта задерживает директор Скиннер и, в качестве наказания, оставляет его после уроков помогать садовнику Вилли в его хижину.
Дома Гомер и Мардж лежат в постели и листают социальные сети. Мардж получает приглашение на назначенную свадьбу. Гомер начинает упрекать, насколько он презирает такие праздники, пока Мардж, в конце концов, просто не принимает приглашения, планируя использовать накопленные мили для оплаты перелёта.
На следующий день сидит Барт под стражей Вилли и выполняет задания. Разозлившись, мальчик признается, что он просто не хотел танцевать с девчонками. Вилли накатывают воспоминания о его любви в молодости. После просьбы Барта, Вилли всё же рассказывает Барту о девушке, которую он любил, — Мэйси, разбившей ему сердце. Поэтому Вилли и переехал в Америку. Из-за этой неприязни к девушкам Барт и Вилли сближаются — они начинают снимать видео в «TikTok» и становятся друзьями.
Однажды Вилли пропадает без вести, и Барт не может его нигде найти. Неожиданно Вилли звонит Барту по видео, и говорит, что он находится в Эдинбурге и мальчик ему очень нужен. После чего его утягивают. Барт возвращается домой и просит родителей отправиться всей семьёй в Шотландию, чтобы помочь Вилли. Мардж соглашается, но это её огорчает, потому что придется отклонить приглашение на свадьбу (чему Гомер рад).
Прилетев в Шотландию, семья едет на ликероводочный завод МакВелдона, видневшийся в видео-звонке Вилли. Они заходят в здание и видят, что там вечеринка в честь назначенной свадьбы Вилли и Мэйси. Барт в недоумении, а Мардж снова наполняется радостью, так как оказывается, что они прилетели на назначенную свадьбу (что снова злит Гомера). Мэйси и Вилли показывают презентацию об истории их любви: «Вилли работал на отца Мэйси, вынюхивая торф для его виски. Мэйси и Вилли влюбились друг в друга, но её отец был против. Они собирались вместе сбежать в США, но Мэйси так и не пришла на борт, и Вилли пришлось ехать одному…». Невеста говорит, что ей сказали, что Вилли съели овцы, чтобы девушка не сбежала с ним в Америку. Лишь когда Мэйси увидела видео Барта и Вилли в «TikTok», она поняла, что он все ещё жив, и написала ему. Барта огорчает это, потому что он думал, что он и Вилли похожи из-за их неприязни к девушкам.
Во время свадебных мероприятий Гомер злится потому, что ему приходится их делать. Поэтому Мардж и Гомер спорят, и Мардж просит Номера не портить ей праздник. Тем временем Лиза исследует Эдинбург и идет на фестиваль искусств «Edinburgh Fringe».
Позже, во время репетиционного ужина, Барт спрашивает совета у Лизы. Девочка говориь брату, что Вилли никогда не был так счастлив, поэтому мальчик должен позволить ему быть счастливым с Мэйси.
За пиром Мардж напивается и решает выступить с речью о Гомере и о его неромантичности. Это сильно обижает Гомера.
После ужина Вилли просит Барта быть тем, кто будет открывать вальс, и ведет его в группу девочек. Барт злится из-за этого и выбрасывает свадебный торт в окно, вызвав гнев молодоженов.
На следующий день Мардж просыпается с похмелья и обнаруживает, что Гомера нет в постели. Он ходит за окном и говорит, что всё ещё сердится на Мардж, а она отвечает взаимностью.
На свадьбе Барт слышит разговор Па МакВелдона, отца Мэйси, о том, что свадьба происходит лишь для того, чтобы заставить Вилли использовать свой нос и унюхать торф, сделав МакВелдонов богаче, а затем — выгнать его, чтобы Мэйси нашла мужа получше. Барт начинает возмущаться, и его запирают в башне.
Во время церемонии Мардж получает видео от Гомера, на котором дельфин и детеныш гориллы играют вместе. Это напоминает ей о них двоих: совсем непохожие друг для друга, но милая пара. Она бежит навстречу Гомеру, и они мирятся. После этого они решают заняться любовью на поле для гольфа «Сент-Эндрюс».
Когда начинается свадьба, Барт, с помощью масок для сна слезает с башни и останавливает свадьбу. Он рассказывает Вилли, что МакВелдоны просто хотели его использовать. Мэйси говорит, что она не знала ничего об этом, и говорит, что действительно любит Вилли. Он не верит, и, чтобы доказать это, Мэйси ломает ему нос, чтобы он больше никогда не мог унюхивать торф. В конце концов, Вилли и Мэйси женятся.
В сцене во время титров играет монтаж (из нарезок этой и болле старых серий) с песней об истории любви Вилли и Мэйси.

## Производство
Серия вышла в 20:30 вместо привычных 20:00.
Сцена танца учителей физкультуры Спрингфилдской начальной школы основана на личном случае сценариста серии Майкла Прайса, когда в 9 классе учителя физкультуры заставляли класс Прайса танцевать джиттербаг с девушками в спортивных костюмах.
Приглашённые звёзды Карен Гиллан и Дэвид Теннант известны по съёмкам в сериале «Доктор Кто». По словам Прайса, команда также приглашала и ирландского актёра Питера Капальди (Двенадцатого Доктора), однако в то время он был недоступен и «вынужден был любезно отказаться». Также, первоначально дорожный столбик Королевской мили должен был выглядеть как далек.
Изначально с кухаркой Дорой должен был связываться помощник Чалмерса Леопольд. В ранних черновиках сценария Леопольд играл важную роль. Также сначала Мэйси звали «Келли», а Гомер имел целое происшествие в автобусе с самолёта.
Полная версия эпизода, вместе с расширенной версией песни «Willie And The Dream Of Peat Bogs» (рус. Вилли и мечта о торфяных болотах) из конечных титров (с расширенным финальным монтажом) была размещена на стриминговом сервисе «Hulu» на следующий день после выхода серии в эфир.

## Культурные отсылки и интересные факты
- Никотиновый гнев Мартина Принса основан на мемной реакции Винса Макмэна[8].
- «Planespotting Airlines» является отсылкой к роману «На игле» (англ. Trainspotting) шотландского писателя Ирвина Уэлша и одноимённому фильму на основе романа[9].
- В эпизоде есть изображение «Моста через реку Квай»[10].
- Мардж говорит, что Вилли и Мэйси — «как два Шрека в болоте»[11].
- Среди представлений на фестивале «Edinburgh Fringe» есть[12]:
  - Эдди Иззард в «Штанах»;
  - Стивен Фрай — это Хью Лори;
  - «Гамлет» с настоящими собаками;
  - «Четвертая стена»;
  - «Пьеса, что идет не так» идет не так и т. п.
- Гомер кричит «свободное время!» (англ. free time!) это отсылка к сцене из фильма «Храброе сердце», где Уильям Уоллес (персонаж Мела Гибсона) кричит «свобода!» (англ. freedom!)[13].
  - Реплику предложил сценарист Джоэл Х. Коэн.
- Во время монтажа свадебных мероприятий играет песня «If You Find Yourself Caught in Love» группы «Belle & Sebastian»[14].
- Когда Мэйси и Вилли фаршируют мясо, они воспроизводят сцену объятий из фильма «Привидение» 1990 года[14].

## Отзывы
Во время премьеры серию просмотрели 2,04 млн человек с рейтингом 0.6, что сделало её вторым самым популярным шоу на телеканале Fox той ночью, после «Крапополиса».
Сайт «Bubbleblabber» оценил серию на 7,5/10.
Шотландские зрители сочли изображение Эдинбурга и Эдинбургского фестиваля «Fringe» точным.